# Kvartersteatern Sundsvall

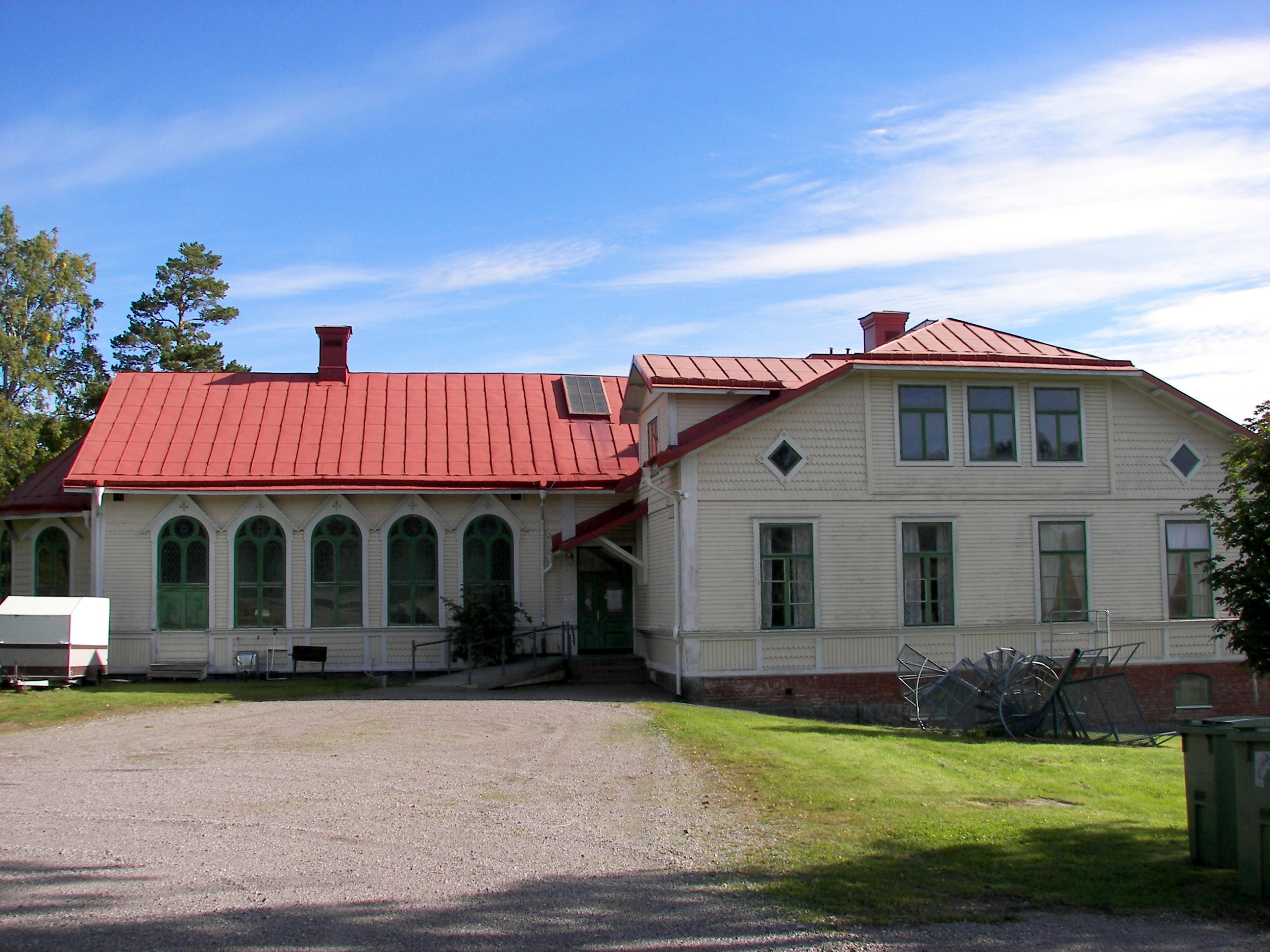
Kvartersteatern Sundsvalls övningslokaler sedan 1983 i Kubikenborgs gamla skola, byggd 1898-1899 och nedlagd 1982.

Kvartersteatern Sundsvall är en av Sveriges största och äldsta amatörteaterföreningar.[källa behövs] Föreningen engagerade cirka 300 personer i veckan år 2015 och hade nära 300 medlemmar 2009. Föreningen verkar i Medelpad i Västernorrlands län.

## Verksamhet
Kvartersteatern Sundsvall är känd för sina sommarspel för alla åldrar, som numera ges vartannat år på Norra berget i Sundsvall, men på senare år är ung scenkonst verksamhetens huvudspår. Barn- och ungdomsgrupper träffas varje vecka i studiecirklar i lokalerna på Kubikenborg, och framför föreställningar varje vår under barn- och ungdomsteaterfestivaler, vanligen på Konsertteatern i Sundsvall. Barn- och ungdomsgruppernas pjäser skrivs och regisseras av Kvartersteaterns unga ledare i samarbete med barnen och ungdomarna. 
I December 2022 sattes julpjäs upp av Kvartersteaterns egna ungdomar vid namn Nissarnas strejk. Föreställningarna spelades i Kubikenborg. 
För vuxna har föreningen även arrangerat teaterledarutbildning, workshops i stage fighting, skrivarkurser, improvisationskurser och körövningar. De år vuxengruppen inte sätter upp sommarspel utomhus ger man inomhusteater under vårterminen. Kvartersteatern har inga intagningsprov eller auditions för sina skådespelare. 
Kvartersteatern är medlem i Arbetarteaterförbundet (ATF) och samarbetar med Arbetarnas bildningsförbund (ABF). Verksamheten bygger på ideellt arbete men finansieras även genom kommunalt verksamhetsbidrag, statligt bidrag för studiecirkelverksamhet, medlemsavgifter och entréavgifter. Internationella volontärprojekt och ungdomsutbyte sker med flera länder.

## Historik
Teaterföreningen grundades 1979 i Sundsvall, i samband med hundraårsminnet av Sundsvallsstrejken 1879, men hette då Sundsvalls arbetarteater och kulturförening. Teatern huserar sedan 1983 i Kubikenborgs gamla skola på Skönsmon. År 1984 bytte föreningen namn till Kvartersteatern Sundsvall.
Verksamhetsansvarig och konstnärlig ledare var sedan 1980-talet och fram till 2016 Perra Söderberg, och efter det Thomas Nordström.
År 2009 firade Kvartersteatern 30 år med en jubileumsföreställning. Där framförde bland annat Nordiska Kammarorkestern och studentkören Gungner musik som Tommy Rehn har specialkomponerat till teaterns föreställningar under årens lopp.
Exempel på professionell skådespelare med bakgrund i Kvartersteatern Sundsvall är Kim Tjernström.

## Sommarspel
Sommarföreställningarna har präglats av humor, allvar, dramatik, sång, dans, scenslagsmål, fäktning och pyroteknik. Sundsvalls ridklubb har bidragit med medverkande hästar och ryttare. Musiken har tidigare komponerats av Tommy Rehn, och sedan 2017 av Eric Mathiasson. Scenograf brukar vara Anna Olofsson, och Cecilia Götesdotter har varit kostymansvarig. Föreställningarna har framförts på en utomhusscen på Norra Berget, och tidigare år även på Södra Stadsberget, i ett cirkustält på bland annat Sundsvalls Folkets park, i Sundsvalls teaterkvarter, på gamla Pripps bryggeri, på stadshusets innergård och på Kubikenborgs gamla skola. Spelen har utgjorts av teater- och musikalklassiker med kvartersteaterns egenskrivna manuskript, och har innefattat:
- 1983 – Tolvskillingsoperan
- 1985 – Oliver Twist
- 1992 – Annie
- 1993 – Sound of Music
- 1994 – Stridshästen
- 1994 – Rockmusikalen Rita (ungdomsprojekt)
- 1995 – Robin Hood
- 1996 – De tre musketörerna
- 1997 – Oliver Twist
- 1998 – Ringaren i Notre Dame
- 1999 – Ivanhoe
- 2000 – Peter Pan
- 2001 – Frankenstein[11]
- 2002 – Anastasia – Tsarens dotter
- 2003 – Zorro
- 2004 – Calamity Jane
- 2005 – De tre musketörerna – D'Artagnans dotter
- 2006 – Aladdin[12]
- 2007 – Les Miserables[13]
- 2008 – Lilla Dorrit
- 2011 – Robin Hood[14]
- 2013 – Bröderna Lejonhjärta[15]
- 2015 – Ronja Rövardotter[16]
- 2017 – Djungelboken[17]
- 2019 – Peter Pan och Wendy[18]
- 2022 – Skönheten och odjuret[19]

## Utmärkelser
Föreningen har under åren fått flera utmärkelser:
- Bra gjort för Sundsvall (Näringslivsbolaget)
- Årets Drake 2003 (Sundsvalls kommun)
- Vattenfalls och Fryshusets stora energispridarpris 2009[21]
- Swedbanks kulturpris 2009[22]
- Nathalie Rönnquist-fonden 2009[23]